# 倉橋良介
倉橋 良介（くらはし りょうすけ、1919年11月19日 - 1995年5月1日）は、日本の映画監督である。日東テレビ映画常務取締役、プロダクション鷹取締役を歴任。別名に風魔 三郎（ふうま さぶろう）。

## 人物・来歴
1919年（大正8年）高知県香美郡土佐山田町に生まれる。京都府立京都農林学校卒業後、京都市役所の吏員として5年間働く。
その後松竹京都撮影所に入社、『破れ太鼓』（1949年）の木下恵介、『薔薇合戦』（1950年）成瀬巳喜男の助監督を務めた記録がある。1954年（昭和29年）1月27日に公開された、岩井半四郎主演の『とのさま街道』で監督に昇進している。以降、1960年（昭和35年）までの6年間に16作を監督している。
1961年（昭和36年）7月2日に放映を開始した連続テレビ映画『神州天馬侠』（同年12月24日放映終了）の監督をして、テレビ映画に進出した。1962年（昭和37年）11月4日に放映を開始した連続テレビ映画『織田信長』（東伸テレビ映画、1963年10月27日放映終了）では、「脚本」のみにクレジットされた。1963年（昭和38年）12月11日に放映を開始した連続テレビ映画『海の野郎ども』（日本電波映画、1964年7月29日放映終了）では、監督を務めている。このころ松竹を退社している。
1965年（昭和40年）8月に公開された成人映画『赤いしごき 日本毒婦伝』を風魔 三郎の名で監督し、同年10月に公開された成人映画『野武士』を「倉橋良介」名義で監督して劇場用映画に復帰、同2作を製作した木俣堯喬が主宰するプロダクション鷹で、いわゆる「ピンク映画」を撮り始める。同年11月に国映が配給して公開された成人映画『ギラついた裸獣の群れ』も含め、これらは「成人映画」に指定された時代劇映画であった。同作の撮影技師広田彰三は、かつて倉橋がチーフ助監督を務めた『薔薇合戦』のときの撮影助手であり、美粧の林政信、桜井文子は東映京都撮影所のヴェテランスタッフであった。木俣堯喬が代表を務める日東テレビ映画株式会社（1965年4月17日設立）、ならびにプロダクション鷹（1965年6月1日設立）は設立当時、京都市右京区嵯峨甲塚町1番地に所在し、それぞれの会社で常務取締役、取締役を務めた。
1972年（昭和47年）1月1日に放映を開始した『木枯し紋次郎』第1部では、市川崑ら大御所が監督することもあって、助監督を務めている。以降の作品歴についての資料は見当たらない。同年秋以降の情報が掲載されている『映画年鑑 1973』によれば、プロダクション鷹（日東テレビ映画株式会社）はすでに東京都渋谷区千駄ヶ谷5丁目に移転しており、同社の役員のリストに倉橋の名はない。日本映画監督協会に加入していないため、現在の消息は不明である。存命であれば2014年（平成26年）には満95歳である。

## フィルモグラフィ

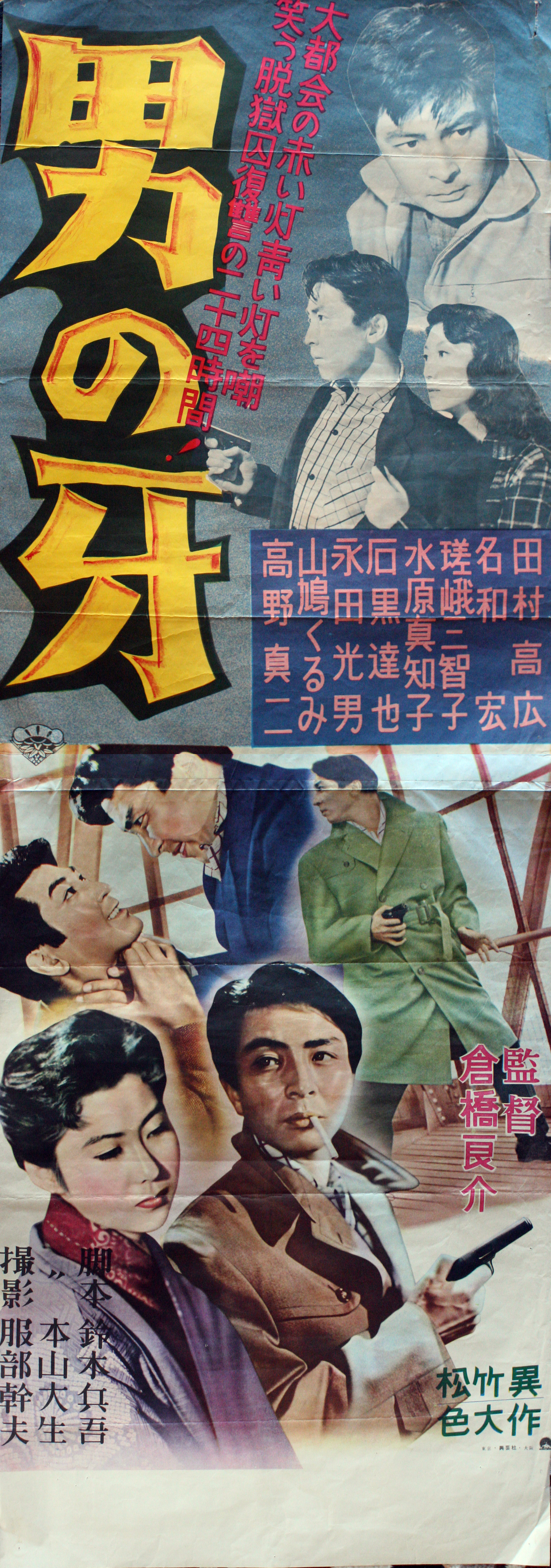
『男の牙』公開時（1957年3月20日）のポスター広告。

特筆以外はすべて「監督」である。東京国立近代美術館フィルムセンター（NFC）等の所蔵・現存状況についても記す。
- 『破れ太鼓』 : 監督木下恵介、主演阪東妻三郎、製作松竹京都撮影所、配給松竹、1949年12月1日公開 - 助監督、99分の上映用プリントをNFCが所蔵[7]
- 『薔薇合戦』 : 企画本木荘二郎、監督成瀬巳喜男、原作丹羽文雄、主演三宅邦子、製作松竹京都撮影所/映画芸術協会、配給松竹、1950年10月28日公開 - チーフ助監督、98分の上映用プリントをNFCが所蔵[7]

- 『とのさま街道』 : 主演岩井半四郎、製作松竹京都撮影所、配給松竹、1954年1月27日公開 - 監督（デビュー作）
- 『浪人吹雪』 : 主演北上弥太郎、製作松竹京都撮影所、配給松竹、1955年5月18日公開
- 『怪盗鼠小僧 祭に消えた男』 : 主演北上弥太郎、製作松竹京都撮影所、配給松竹、1956年6月22日公開
- 『のんき侍大暴れ』 : 主演中村賀津雄、製作松竹京都撮影所、配給松竹、1956年7月13日公開
- 『文七元結より 泣き笑い五十両』 : 主演大谷友右衛門、製作松竹京都撮影所、配給松竹、1956年9月12日公開
- 『まだら頭巾剣を抜けば 乱れ白菊』 : 主演近衛十四郎、製作松竹京都撮影所、配給松竹、1957年1月22日公開
- 『男の牙』 : 主演田村高広、製作松竹京都撮影所、配給松竹、1957年3月20日公開
- 『怪談色ざんげ 狂恋女師匠』 : 主演水原真知子、製作松竹京都撮影所、配給松竹、1957年7月30日公開
- 『次郎帳外伝 石松と追分三五郎』 : 主演北上弥太郎、製作松竹京都撮影所、配給松竹、1957年10月23日公開
- 『勇み肌千両男』 : 主演高田浩吉、製作松竹京都撮影所、配給松竹、1958年2月26日公開
- 『七人若衆誕生』 : 主演松本錦四郎、製作松竹京都撮影所、配給松竹、1958年8月31日公開
- 『七人若衆大いに売り出す』 : 主演松本錦四郎、製作松竹京都撮影所、配給松竹、1958年12月21日公開
- 『忠臣蔵 暁の陣大鼓』 : 主演森美樹、製作松竹京都撮影所、配給松竹、1958年12月21日公開
- 『姫夜叉行状記』 : 主演嵯峨三智子、製作松竹京都撮影所、配給松竹、1959年8月23日公開
- 『伴淳の駐在日記』 : 主演伴淳三郎、製作松竹京都撮影所、配給松竹、1960年2月19日公開
- 『闇法師』 : 主演田村高広、製作松竹京都撮影所、配給松竹、1960年7月6日公開
- 『神州天馬侠』 : 主演長岡秀幸、製作松竹京都撮影所/フジテレビジョン、連続テレビ映画、1961年7月2日 - 同年12月24日放映

- 『織田信長』 : 監督萩原遼・隅田朝二、主演林真一郎、製作東伸テレビ映画/朝日放送、連続テレビ映画、1962年11月4日 - 1963年10月27日放映 - 脚本
- 『海の野郎ども』 : 主演中岡慎太郎、製作日本電波映画/フジテレビジョン、連続テレビ映画、1963年12月11日 - 1964年7月29日放映
- 『赤いしごき 日本毒婦伝』[5]（『時代ミステリー 日本毒婦伝 赤いしごき』[7]『赤いしごき』[6]） : 企画・脚本鬼塚大吉、主演香取環、製作プロダクション鷹、配給日本シネマ、1965年8月公開（成人映画・映倫番号 14090） - 「風魔三郎」名義で監督、72分の上映用プリントをNFCが所蔵[7]
- 『野武士』 : 製作プロダクション鷹、1965年10月公開（成人映画・映倫番号 不明）
- 『背徳』 : 主演新高恵子、製作プロダクション鷹、1965年11月公開（成人映画・映倫番号 不明）
- 『ギラついた裸獣の群れ』 : 企画・脚本木俣堯喬、主演木島修次郎、製作プロダクション鷹、配給国映、1965年11月公開（成人映画・映倫番号 14137）[9]
- 『狂った欲求』 : 製作・配給新東宝映画、1966年3月公開（成人映画・映倫番号 不明）
- 『悪の愉しみ』 : 企画・脚本木俣堯喬、主演加山恵子・鬼塚大吉、製作プロダクション鷹、配給日本シネマ、1966年11月公開（成人映画・映倫番号 14553） - 監督、73分の上映用プリントをNFCが所蔵[7]
- 『殺しのセックス』 : 脚本木俣堯喬、主演加山恵子、製作新生プロダクション、1968年公開（公開日不明） - 「風魔三郎」名義[7]で監督、61分の上映用プリントをNFCが所蔵[7]
- 『狂い花』 : 主演青柳美千代、製作新星プロダクション、、1968年公開（公開日不明） - 「風魔三郎」名義で監督
- 『木枯し紋次郎』第1部前半 : 監督市川崑ほか、製作C.A.L/フジテレビジョン/大映京都撮影所、連続テレビ映画、1972年1月1日 - 同年2月26日放映 - 助監督
- 『木枯し紋次郎』第1部後半 : 監督市川崑ほか、製作C.A.L/フジテレビジョン、連続テレビ映画、1972年4月1日 - 同年5月27日放映 - 助監督